# Oeneis jutta
Oeneis jutta, zuweilen auch Baltischer Samtfalter genannt, ist ein Schmetterling (Tagfalter) aus der Familie der Edelfalter (Nymphalidae).

## Merkmale

### Falter
Die Flügelspannweite der Falter beträgt 48 bis 60 Millimeter. Vorder- und Hinterflügel haben auf der Oberseite eine hellbraune bis rotbraune Farbe. In der Submarginalregion der Vorderflügeloberseite heben sich zwei bis drei schwarze Augenflecke ab. Die Oberseite der Hinterflügel ist mit einem oder zwei schwarzen Augenflecken nahe am Analwinkel versehen. Alle Augenflecke sind mehr oder weniger stark orange umrandet, wodurch sich die Falter gut von anderen Oeneis-Arten unterscheiden lassen. Die Unterseiten der Vorderflügel sind gelbbraun, die Augenflecke der Oberseite scheinen durch. Die Hinterflügelunterseite ist schwarzgrau bis schwarzbraun marmoriert.

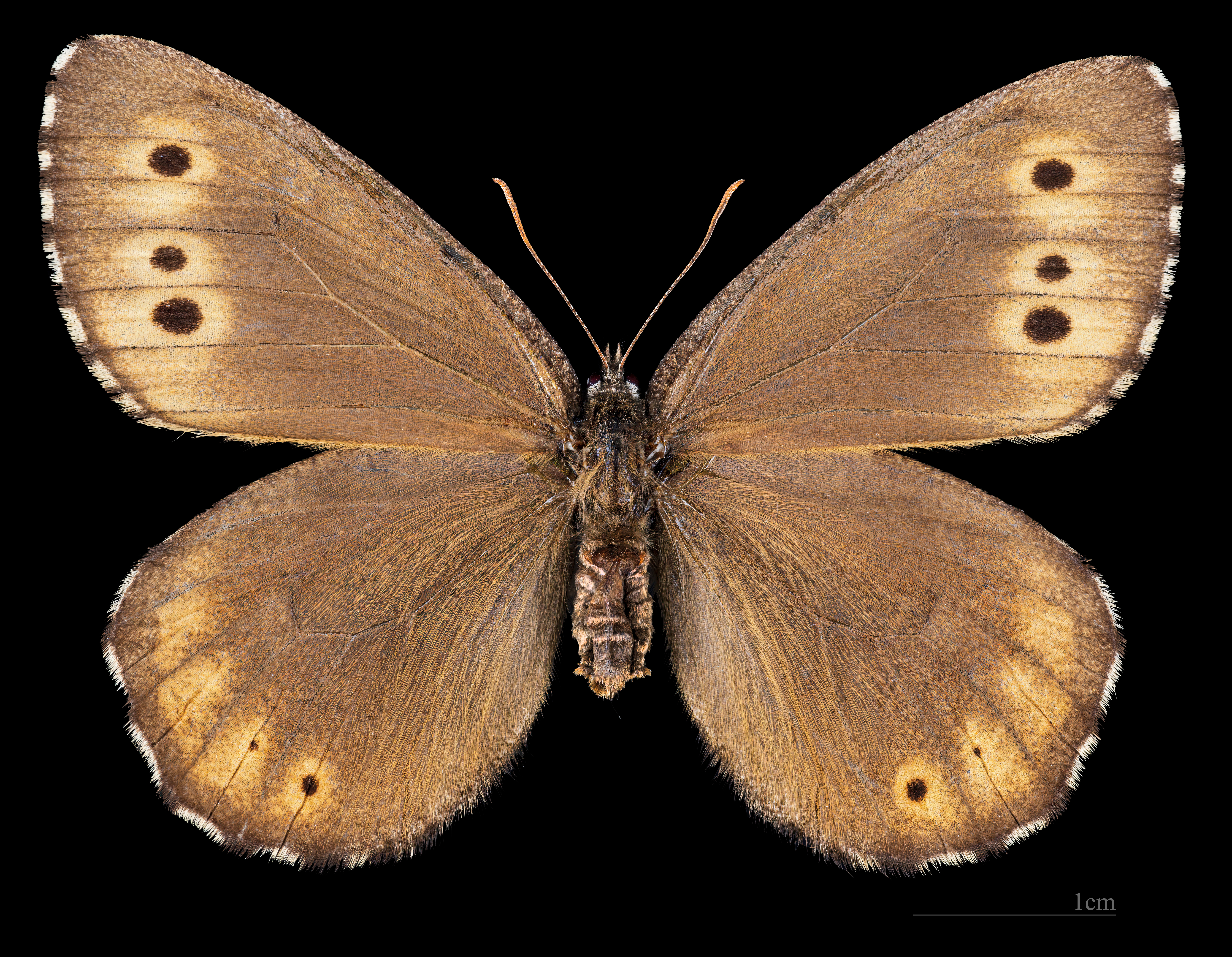
Oeneis jutta jutta  ♂
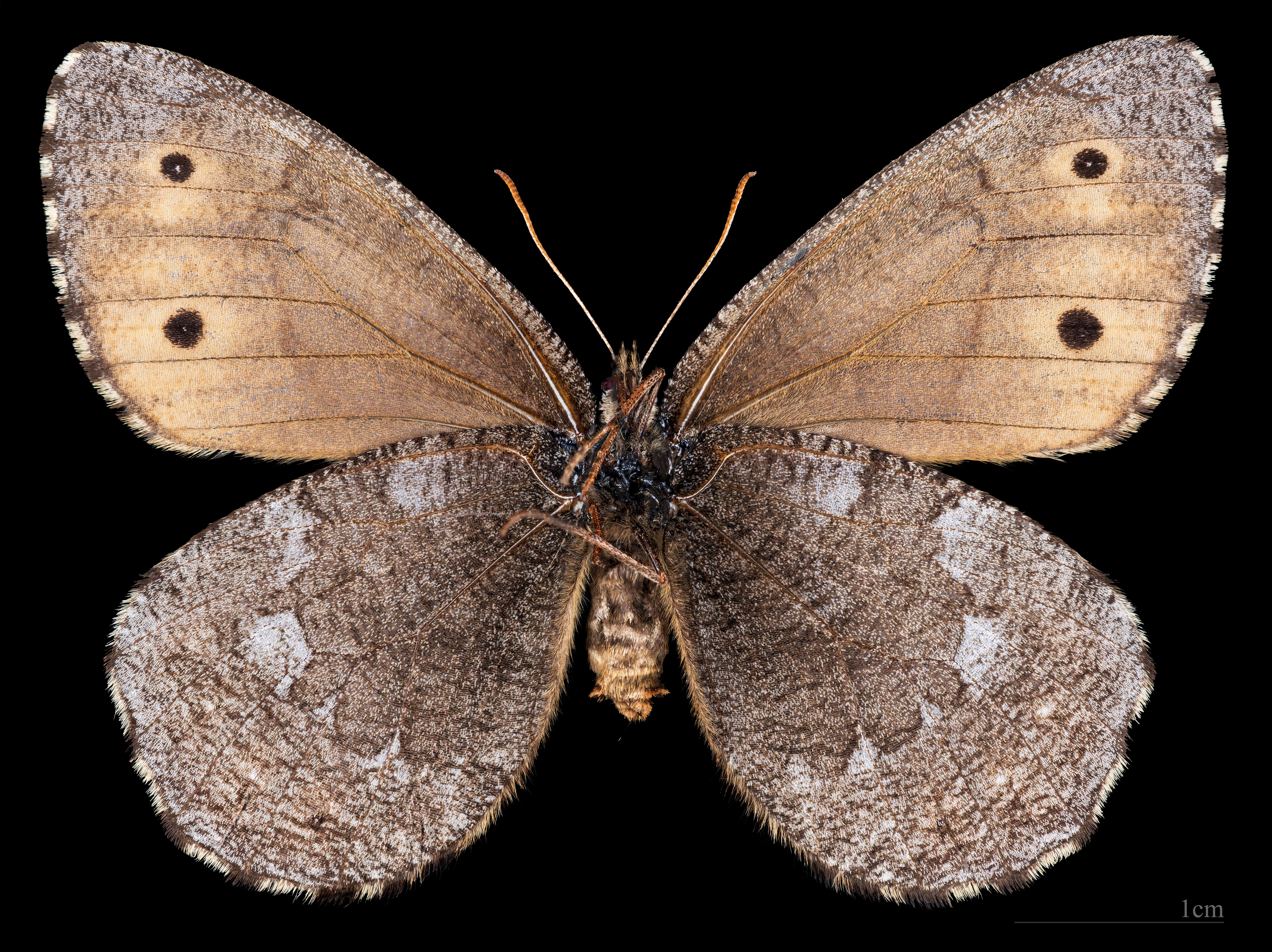
Oeneis jutta jutta ♂  △

### Ei
Die kugelrunden Eier sind zunächst grüngelb und verfärben sich bald in bräunliche Farbtönungen. Auf der gesamten Oberfläche befindet sich ein aus vielen weißlichen, stark gezackten Längslinien gebildetes Streifenmuster.

### Raupe
Ausgewachsene Raupen sind bräunlich, ocker oder grünlich gefärbt und mit rotbraunen Seitenlinien und -streifen versehen. Der Körper ist sehr kurz braun behaart und am Ende schwach gegabelt.

### Puppe
Die gelbliche Puppe zeigt viele braune Punkte und stark verdunkelte Flügelscheiden.

## Verbreitung und Vorkommen
Die Art kommt in den nördlichen Regionen Europas, Asiens und Nordamerikas vor. Oeneis jutta besiedelt bevorzugt mit Gräsern bewachsene Feuchtgebiete, Sümpfe, Kiefernwaldränder und Tundren.

## Unterarten
Folgende Unterarten werden unterschieden:
- Oeneis jutta jutta (Hübner, 1806) in Fennoskandinavien, den Baltischen Staaten, dem Ural, in Sibirien, dem Jenissei- und Amurgebiet, auf Sachalin sowie im Norden von China, Korea und der Mongolei
- Oeneis jutta akoene Belik & Yakovlev, 1998 im Altaigebirge und in Tuwa
- Oeneis jutta alaskensis Holland, 1900 in Alaska, Yukon und im Norden von British Columbia
- Oeneis jutta ascerta Masters & Sorenson, 1968 im Südosten Manitobas, in Ontario, Québec, Minnesota, Wisconsin, Maine und New Hampshire
- Oeneis jutta balderi (Geyer, 1837) auf Neufundland
- Oeneis jutta chermocki Wyatt, 1965 in Alberta und im Süden von British Columbia
- Oeneis jutta harperi Chermock, 1969 im Norden Manitobas und im Osten der Nordwest-Territorien
- Oeneis jutta leussleri Bryant, 1935 im Westen der Nordwest-Territorien
- Oeneis jutta reducta McDunnough, 1929 in Montana, Wyoming, Utah und Colorado
- Oeneis jutta ridingiana F. & R. Chermock, 1940 im Südwesten Manitobas und in Saskatchewan
- Oeneis jutta sibirica Kurentzov, 1970 in Jakutien und Magadan

## Lebensweise
Die Falter fliegen in einer Generation je nach Region von Mai bis August. Gelegentlich saugen sie Nektar an Blüten. Sie ruhen gerne mit zusammengeklappten Flügeln an Baumstämmen und sind dadurch für Fressfeinde schwer zu erkennen. Als Nahrungspflanzen der Raupen werden verschiedene Sauergrasgewächse (Cyperaceae), beispielsweise Eriophorum spissum, Carex geyeri und Carex concinna genannt. Da die Art überwiegend in Gegenden mit nur kurzen Wärmeperioden und nährstoffarmer Vegetation vorkommt, benötigt sie zwei Jahre für die Entwicklung. Die Raupen überwintern zunächst im ersten, zweiten oder dritten und zum zweiten Mal im vierten, fünften oder sechsten Larvenstadium.

## Belege